# Национальный музей Индонезии
Национальный музей Индонезии (индон.  Museum Nasional Indonesia) — центральный музей истории и культуры Индонезии в Джакарте.
Основан в 1778 году Батавским обществом искусств и наук. Современное здание, построенное в изящном классическом стиле, открыто в 1868 году. Перед ним на высоком постаменте находится небольшая бронзовая скульптура слона, подаренная королем Сиама Чулалонгкорном в 1871 году при посещении музея (поэтому другое название музея Дом слона).
Государственный статус с 1962 года. С 2005 года находится в ведении Министерства культуры и туризма. Более 140 тыс. экспонатов. Разделы: доисторический, классической археологии, этнографический, керамики, нумизматики. Имеется «золотая комната» с изделиями из драгоценных камней и металлов, в том числе бронзовая с позолотой статуя Будды Амитабха (IX в.). До 1987 года в музее хранилась часть фондов Национальной библиотеки Индонезии, главным образом древние рукописи. По воскресным дням в музее проводятся выступления оркестра гамелан.

## Известные учёные, работавшие в музее
- Пурбачарака, Раден Мас Нгабехи
- Пурвадарминта, В.Й.С.